# Brans
Brans – miejscowość i gmina we Francji, w regionie Burgundia-Franche-Comté, w departamencie Jura.
Według danych na rok 1990 gminę zamieszkiwało 170 osób, a gęstość zaludnienia wynosiła 19 osób/km² (wśród 1786 gmin Franche-Comté Brans plasuje się na 574. miejscu pod względem liczby ludności, natomiast pod względem powierzchni na miejscu 499.).